# 991 (číslo)
Devět set devadesát jedna je přirozené číslo. Římskými číslicemi se zapisuje CMXCI a řeckými číslicemi ϡϟαʹ. Následuje po čísle devět set devadesát a předchází číslu devět set devadesát dva.

## Matematika
991 je:
- Deficientní číslo
- Prvočíslo
- Nešťastné číslo
- Součet pěti po sobě jdoucích prvočísel (191 + 193 + 197 + 199 + 211)
- Součet sedmi po sobě jdoucích prvočísel (127 + 131 + 137 + 139 + 149 + 151 + 157)

## Astronomie
- (991) McDonalda je planetka hlavního pásu, kterou objevil v roce 1922 Otto Struve
- NGC 991 je spirální galaxie s příčkou v souhvězdí Velryby

## Ostatní
- +991 je mezinárodní telefonní předvolba vyhrazená pro zkušební provoz International Telecommunications Public Correspondence Service (ITPCS)

## Roky
- 991
- 991 př. n. l.